# Struan Rodger
Struan Rodger, född 18 september 1946 i England, är en brittisk skådespelare. Rodgers har bland annat medverkat i filmer som den Oscarvinnande Triumfens ögonblick (1981), Fyra bröllop och en begravning (1994), Den galne kung George (1994) och Stardust (2007).

## Filmografi i urval
- 1978 – Döden i grytan
- 1981 – Triumfens ögonblick
- 1987 – Agatha Christie's Miss Marple: Sleeping Murder (TV-film)
- 1990 – Bergerac (TV-serie)
- 1990 – Agatha Christie's Poirot (TV-serie)
- 1994 – Chandler & Co (TV-serie)
- 1994 – Fyra bröllop och en begravning
- 1994 – Lovejoy (TV-serie)
- 1994 – Den galne kung George
- 1996 – Highlander (TV-serie)
- 1996 – Moll Flanders (TV-serie)
- 2006 – Morden i Midsomer (TV-serie)
- 2006–2015 – Doctor Who (TV-serie)
- 2007 – Stardust
- 2014 – Game of Thrones (TV-serie)
- 2014 – Grantchester (TV-serie)
- 2015 – Saknad, aldrig glömd (TV-serie)
- 2016 – Shetland (TV-serie)
- 2017 – Tyst vittne (TV-serie)